# Ion Oprea
Ion N. Oprea (n. 28 aprilie 1932 în comuna Priponești, județul Galați) este un jurnalist român

## Biografie
A absolvit șase clase primare în satul natal, trei clase de gimnaziu la Seminarul „Veniamin Costache" din Iași, cursurile liceale la Colegiul „Gheorghe Roșca Codreanu” din Bârlad în 1951.
În perioada 1951-1954 a efectuat stagiul militar la o unitate de la Someșeni-Cluj, timp în care a făcut și ucenicia de publicist la ziarele Scutul Patriei, Glasul Armatei și Apărarea Patriei, activitate pentru care în august 1954 a fost citat pe Ordin de front al M.A.N. ca evidențiat cu rezultate foarte bune.
După lăsarea la vatră, din noiembrie 1954 și până în 1958, a lucrat ca redactor și șef al secției cultural-literare la ziarul Steagul roșu din Bârlad, iar până în 1962 ca redactor șef al ziarului Rulmentul care apărea la Fabrica de rulmenți din Bârlad, și redactor la ziarul Flacăra Iașului, timp în care a absolvit și Facultatea de științe juridice și administrative din Iași.
Până la pensionare, în 1990, a lucrat în administrația de stat, în comerț și finanțele publice, fără a întrerupe activitatea în presă, publicând în presa centrală și locală: Scînteia, Scînteia tineretului, România liberă, Presa noastră, Scânteia pionierului, Flacăra Iașului, Vremea nouă - Vaslui etc.
După pensionare a continuat să lucreze la noile ziare. Monitorul din Iași, Obiectiv, Ziarul de Iași, ocupându-se de publicistica cititorilor în rubrici diferite, printre care importantă a fost cea intitulată: „Din scrisorile, telefoanele și audiențele cititorilor", care au prilejuit editarea unui volum „Cu capul pe umărul meu...jurnalistică împreună cu cititorii".

## Activitate jurnalistică
- Scutul Patriei
- Glasul Armatei
- Apărarea Patriei,
- Steagul Roșu
- Rulmentul
- Flacara Iașului
- Scînteia
- Scînteia tineretului
- România liberă
- Presa noastră
- Scânteia pionierului
- Flacăra Iașului
- Vremea nouă
- Monitorul din Iași
- Obiectiv
- Ziarul de Iași

## Publicații
- Mari personalități ale culturii române într-o istorie a presei bârlădene 1870-2003, Editura TipoMoldova, Iași, 2004
- Bucovina în presa vremii (I). Cernăuți 1811-2004, Editura TipoMoldova, Iași, 2004
- Bucovina pământ românesc (II) Ctitoria voievodală a lui Bogdan – Întemeietorul. Rădăuți în presa vremii 1893-2004, Editura TipoMoldova, Iași, 2005
- Cu capul pe umărul meu… Jurnalistică împreună cu cititorii, cuprinzând parte din publicistica autorului, Editura TipoMoldova, Iași, 2005
- Mălin, vestitorul revoluției - Antologie ziaristico-scriitoricească dedicată poetului Alexandru Mălin Tacu, Editura TipoMoldova, Iași, 2006, ediția a II-a Editura PIM, Iași, 2009
- Vaslui – Capitala „Țării de jos” în presa vremii – 1875-2005, Editura TipoMoldova, Iași, 2005
- Dorohoi – Capitala „Țării de Sus” în presa vremii 1874-2006,  Editura Production,2007 - Scribd
- Hușul în presa vremii – de la Melchisedec până în zilele noastre – 1869-2006, Editura Production,2007'
- Bârladul în presa vremurilor, de la revista Păreri la ziarul Steagul roșu, Editura PIM, iași, 2007
- Mari personalități ale culturii române într-o istorie a presei bârlădene 1870-2008,  ediția a II-a Editura PIM, Iași, 2009
- Personalități moldave, Editura PIM, Iași, 2008
- Bucovina în presa vremii (I). Cernăuți 1811-2008,  ediția a II-a Editura PIM, Iași, 2009
- Bucovina pământ românesc, presa din Rădăuți , ediția a II-a Editura PIM, Iași, 2009
- Carte..., Editura PIM, Iași, 2009
- Elogiu muncii.  Cartea cărților mele, Editura PIM, Iași, 2009
- Lumânărică, Sf. Ioan de la Tutova, Editura PIM, Iași, 2009
- Vaslui. Tradiționalism, vol. I, Editura PIM, Iași, 2010
- Vaslui. Itinerarii, vol. II, Editura PIM, Iași, 2010
- Vaslui. Itinerarii, vol. III, Editura PIM, Iași, 2010
- Scurte medalioane. Semnal istorico-literar, Editura PIM, Iași, 2010
- Bârlad, istorie, cultură, amintiri, Editura PIM, Iași, 2010
- Ioan Antonovici, Depozitarul, vol. I, Editura PIM, Iași, 2011
- Ioan Antonovici, Depozitarul, vol. II, Editura PIM, Iași, 2011
- George-Felix Tașcă și Neamul Tășculeștilor, Editura PIM, 2011 - recenzie Arhivat în 28 iulie 2014, la Wayback Machine.
- Strămoșii noștri din arhive, Editura PIM, Iași, 2011
- Românii așa cum sunt, Editura PIM, Iași, 2011
- Academia Bârlădeană și Vasile Voiculescu, Editura PIM, Iași, 2012
- Prietenie, Editura PIM, Iași, 2012
- Cu prietenie, despre prieteni, Editura PIM, Iași, 2012
- Cartea Prietenie, lansare și după..., Editura PIM, Iași, 2012
- România Moldova, Vaslui Structuri administrativ-teritoriale, Editura PIM, Iași, 2013
- Vaslui de la Ferdinand, întregitorul de țară, până în zilele noastre, Editura PIM, Iași, 2013
- Alexandru Mânăstireanu. Corespondență, Editura PIM, Iași, 2013
- În mozaicul lui Ticuță - o mare taină, Editura PIM, Iași, 2013